# Gary Brooker
Pour les articles homonymes, voir Brooker.
Gary Brooker, né le 29 mai 1945 à Hackney (Angleterre) et mort le 19 février 2022, est un auteur-compositeur britannique, fondateur, pianiste, chanteur et leader du groupe de rock Procol Harum.

## Biographie
Gary Brooker commence les cours de piano à 11 ans et passe vite du classique à Ray Charles. Au début des années 1960, il forme le groupe The Paramounts avec Robin Trower à la guitare, Chris Copping à la basse et B. J. Wilson à la batterie. Après quelques singles et un album, Gary Brooker quitte le groupe. Il rencontre alors Keith Reid, qui lui montre les poèmes qu'il écrit. Gary Brooker décide de les mettre en musique, et tous deux proposent ces chansons à plusieurs interprètes, dont les Beach Boys, qui les refusent. Ils décident alors de monter leur propre groupe qui sera composé de plusieurs ex-membres de The Paramounts dont Robin Trower, Chris Copping et B. J. Wilson, auxquels se joignent l'organiste Matthew Fisher et le bassiste David Knights. Reste à lui trouver un nom ; un ami du groupe leur suggère de reprendre celui d'un chat du quartier, Procol Harum, locution latine signifiant « loin d'elles » [procul, ou ici procol signifiant loin ; et harum étant le génitif féminin pluriel du démonstratif hic].

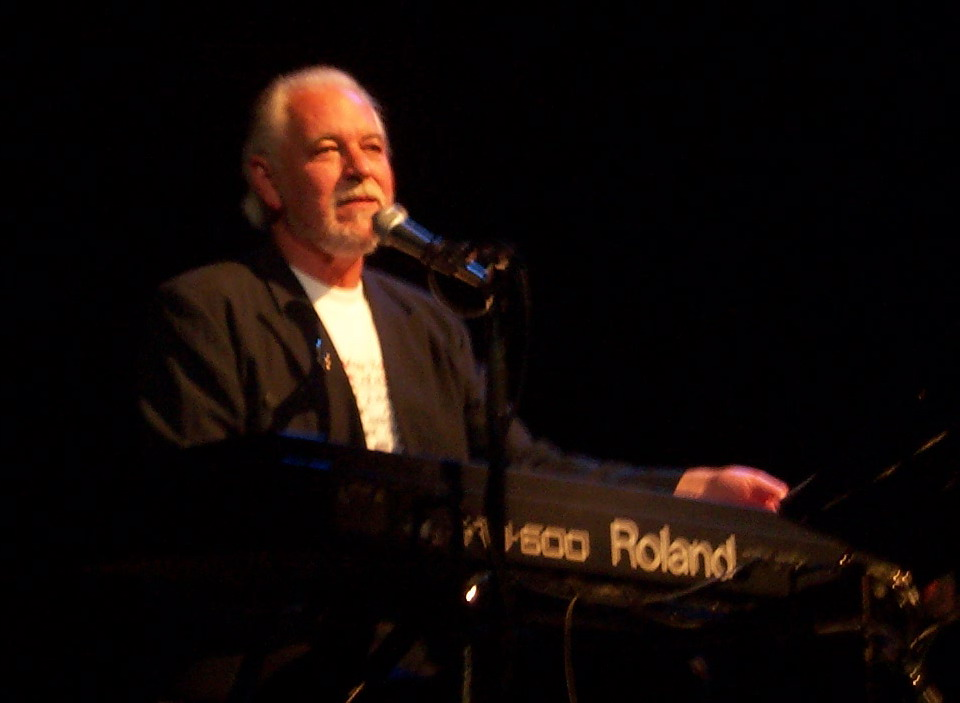
Gary Brooker en 2002.

Le groupe rencontre un succès immédiat grâce à son tube planétaire A Whiter Shade of Pale. Le style unique de sa musique, combinant les influences Rhythm and blues et soul avec un rock quasi progressif teinté de baroque et de classique, est apprécié d'un large public, en particulier aux USA, au Royaume-Uni, en Europe du Nord, en Allemagne et en Italie. Chantant les paroles sombres et élaborées écrites par Keith Reid, la voix de Gary Brooker, très proche de celle de son idole Ray Charles, fait merveille et est considérée comme une des plus belles voix du rock. Pendant ses dix premières années d'existence, Procol Harum produit neuf albums studio et un album en concert célèbre (accompagné par un orchestre symphonique), mais connaît par la suite une forte rotation de ses membres et finit par se dissoudre en 1977. 
Gary Brooker se lance alors dans une carrière solo et collabore avec de nombreux musiciens de tout premier plan : il participe entre autres à l'album Another Ticket d'Eric Clapton, contribue à trois albums de l'ex Beatles George Harrison et part en tournée avec l'autre ex Beatles Ringo Starr (faisant partie du Ringo Starr's All-Starr Band), est membre des Bill Wyman's Rhythm Kings de l'ex Rolling Stones Bill Wyman, chante sur deux albums de Kate Bush, contribue à des albums d'Alan Parsons Project et de Ian Mc Donald. 
En 1991, Gary Brooker reforme Procol Harum. Le groupe publie trois nouveaux albums studio, se produit en concert en part en tournées chaque année jusqu'en 2021.
Il meurt le 19 février 2022 à l'âge de 76 ans, des suites d'un cancer.

## Discographie

### En solo

#### Albums studio
- 1979 : (No More) Fear of Flying
- 1982 : Lead Me to the Water
- 1985 : Echoes in the Night

#### Album en concert
- 1996 : Within Our House (The Gary Brooker Ensemble)

## Participations
- 1970 : George Harrison : All Things Must Pass - piano
- 1971 : The Hollies : Distant Light - orgue sur Long Dark Road
- 1975 : Jack Lancaster et Robin Lumley : Peter and the Wolf - synthétiseur
- 1978 : Mickey Jupp : Juppanese - claviers et chant sur la face 2
- 1978 : The Hollies : Five Three One - Double Seven O Four - chant sur Harlequin
- 1981 : Eric Clapton : Another Ticket - claviers et chant sur Catch Me If You Can
- 1981 : George Harrison : Somewhere in England - claviers sur Writing's on The Wall
- 1982 : George Harrison : Gone Troppo - synthétiseurs
- 1985 : Alan Parsons Project : Stereotomy - chant sur Limelight
- 1986 : Eric Clapton : August - claviers et chœurs sur It's in the Way That You Use It
- 1993 : Kate Bush : The Red Shoes - orgue Hammond sur And So Is Love, Constellations of the Heart et You're the One
- 1999 : Ian McDonald : Drivers Eyes sur Let There Be Light
- 1999 : Eric Clapton : Clapton Chronicles: The Best of Eric Clapton - claviers, chœurs
- 2003 : Artistes varies : Concert for George (Memorial concert for George Harrison)
- 2005 : Kate Bush : Aerial - orgue et chant